# Abbreviationes
Abbreviationes ist eine elektronische Datenbank der mittelalterlichen lateinischen Abkürzungen. Das Projekt wurde von Olaf Pluta an der Ruhr-Universität Bochum programmiert und 1993 mit dem Deutsch-Österreichischen Hochschul-Software-Preis ausgezeichnet. Ursprünglich für Apple-Macintosh-Computer entwickelt, kann die Datenbank kostenpflichtig über das Internet benutzt werden. Abbreviationes ist neben Cappellis Lexicon Abbreviaturarum ein wichtiges Hilfsmittel der Paläographie und wird von zahlreichen Forschungsinstituten und Universitäten eingesetzt.

## Belege
1. ↑  Adriano Cappelli: Lexicon Abbreviaturarum. Dizionario di Abbreviature latine ed italiane. Hoepli, Auflage 1899, 2. überarbeitete Auflage 1912 (deutsch Leipzig 1901 und 1928), 3. korrigierte Auflage 1929, 4. Auflage als anastatischer Nachdruck mit neun weiteren Tafeln 1949, ebenso 5. Auflage 1954, ebenso 6. Auflage seit 1961 mit zahlreichen Abdrucken bis 2006. ISBN 88-203-1100-3.; ergänzt durch Auguste Pelzer: Abréviations latines médiévales: Supplément au ‚Dizionario di abbreviature latine ed italiane‘ de Adriano Cappelli. 2. Aufl. Löwen und Paris 1966.
2. ↑  Online-Benutzer von Abbreviationes